# The Mysterious Mr. Tiller
The Mysterious Mr. Tiller è un film muto del 1917 diretto e interpretato da Rupert Julian nel ruolo del misterioso signor Tiller. La storia, sceneggiata da Elliott J. Clawson, aveva come altri interpreti Ruth Clifford, Frank Brownlee, Wedgewood Nowell, Harry Rattenberry, E. Alyn Warren, Lloyd Whitlock, William Higby.

## Trama
Da qualche tempo, il quartiere generale della polizia è oggetto di furti e rapine. Il colpo più clamoroso è stato quello di una preziosissima collana contrabbandata dall'Europa che sembra sparita nel nulla. Le indagini conducono i poliziotti a sospettare che dietro i colpi ci sia una banda guidata da Ramon Mordant e da un suo misterioso complice, che tutti chiamano The Face a causa del volto orribilmente sfigurato. A indagare sotto copertura, c'è anche l'agente Clara Hawthorne, che usa il suo fascino condito da un alone di mistero per infiltrarsi tra gli avventurieri che popolano la città. La donna si trova ben presto a giocare al gatto col topo con The Face. A un certo punto, tutti e due sono alla ricerca di Mordant quando The Face, dopo aver messo al sicuro la collana, la consegna a Clara, rivelandosi come Prentice Tiller, il capo dei Servizi Segreti.

## Produzione
Il film, prodotto dalla Bluebird Photoplays, una branca dell'Universal Film Manufacturing Company, in origine aveva il titolo The Face of Prentice Tiller. Venne girato negli Universal Studios, al 100 di Universal City Plaza, a Universal City.

## Distribuzione
Il copyright del film, richiesto dalla Bluebird Photoplays, Inc., fu registrato il 29 agosto 1917 con il numero LP11314.
Distribuito dalla Bluebird Photoplays (Universal Film Manufacturing Company), il film uscì nelle sale cinematografiche statunitensi il 17 settembre 1917.
Non si conoscono copie ancora esistenti della pellicola che viene considerata presumibilmente perduta.